# 私生活むきだしバラエティ「キリウリ$アイドル」
『私生活むきだしバラエティ「キリウリ$アイドル」』（しせいかつむきだしバラエティ キリウリアイドル）は、2014年4月2日から同年9月24日まで東京MXテレビで放送されていたバラエティ番組。

## 概要
毎週3人のアイドルがキリウリガールズとして自ら撮影したプライベート映像を公開、その内容を番組MC2名とゲストが判定しチップを出す。
VTRの本数や内容は本人次第。MC2名ゲストは1組毎に1枚当たり10ドルのチップ10枚を使い評価しチップを最も多く獲得したアイドルはキリウリクイーンの称号と300ドル（#9よりドル札つかみどりにチャレンジ）が進呈される。最高記録は537ドル（#23）。キリウリガールが話せるのはVTR後のみ。ただしチップを15枚以上獲得した者は自由に話せる。

## 出演者
MC
- 菊地亜美

MC補佐
- 長谷川豊

キリウリガールズリーダー→アシスタント
- 尾崎ナナ→小田島渚→浜田由梨→葉月ゆめ→倉持由香→高崎聖子→山中知恵

## コーナー
キリウリ$劇場
番組最後にキリウリガールとアシスタントがDMMゲーム等を紹介する。

## 放送リスト
| 回 | 放送日        | キリウリガールズ、内容、獲得コイン | キリウリクイーン                | キリウリ$劇場        | ゲスト                       |
| -- | ------------- | --- | ------------------------------- | -------------------- | ---------------------------- |
| 1  | 2014年4月2日  | くぼたみか（スリーサイズ・体重測定、おデブ時代の写真、冷蔵庫の中、隠れた趣味、アルバイト先）20枚 土岐麻梨子（1番高価な私物、歴史ある先祖、勝負下着、去の恋愛エピソード、スッピン）29枚 小原春香（カバンの中、運転免許証、絶対に出さないモノ）3枚                                                | 土岐麻梨子                      | くぼたみか           | アルコ&ピース                |
| 2  | 2014年4月9日  | 吉見衣世（男を落とすテクニック、勝負下着、口の中）19枚 桐山瑠衣（行きつけの店、他人には見られない写メ、宝物）7枚 長谷川桜子（高級自宅マンション、家賃、給与明細、ランジェリーコレクション、スッピン）16枚                                                                                       | 吉見衣世                        | くぼたみか           | スパローズ                   |
| 3  | 2014年4月16日 | 佐藤さくら（洗濯物干す姿、給与明細、アルバイト先）21枚 戸田れい（健康グッズマニア、初めての告白(1)(2)、異常な舌、行きつけのお店）26枚 浦えりか（勝負下着、3DSフレンドコード、浦流の入浴方法、スッピン公開、幼少期の習い事）24枚                                                                 | 戸田れい                        | 戸田れい             | 進藤学                       |
| 4  | 2014年4月23日 | 青木まりな（お気に入りの下着、おデブ時代の写真、秘密部分の色、スッピン公開）15枚 凉本めぐみ（汚部屋公開、秘密の特技を初披露！(1)(2)、行きつけのお店）27枚 あべみほ（勝負下着、巨乳詐称、体を洗う順番、性癖告白）27枚                                                                            | あべみほ                        | 浦えりか、戸田れい   | 前園真聖                     |
| 5  | 2014年4月30日 | 中川杏奈（全財産、お風呂での私、嫌いな芸能人を告白）25枚 碧井理乃（行きつけの店、入浴シーン、ひとりコスプレショー）18枚 多田あさみ（胸で卵を割る、画像を自分で修整、隠し画像フォルダ、行きつけの店公開）19枚                                                                                    | 中川杏奈                        | くぼたみか           | 平子祐希（アルコ&ピース）    |
| 6  | 2014年5月7日  | 清水楓（お部屋の宝物公開、大胆な特技、お風呂での過ごし方、女の子の秘密）17枚 古崎瞳（使用済みの下着、お風呂、2014年初洗濯）23枚 葵ゆりか（勝負下着、激辛マニア、行きつけのお店、有名芸能人の口説きテクニック）16枚                                                                              | 古崎瞳                          | 小田島渚、間宮夕貴   | 矢部美穂                     |
| 7  | 2014年5月14日 | 青井鈴音（行きつけの場所、借金、夜の仕事、アイドル生命を脅かす写真）20枚 寿エリカ（アルパカマニア、秘密の美容法、似ている芸能人を告白）14枚 北条佳奈（遠征先の夜、自宅を初公開、アイドルの年収）15枚                                                                                            | 青井鈴音                        | 小田島渚、間宮夕貴   | 矢部美穂、矢部美希、矢部文子 |
| 8  | 2014年5月21日 | 間宮夕貴（タンスの中、SMプレイ、私生活でもSMプレイ、オリジナル美容方法、行きつけの店）24枚 軽辺るか（カラダの秘密、開脚歌謡ショー、行きつけのお店）17枚 佐々木麻衣（自宅公開、カバンの中、オリジナルエクササイズ法）0枚                                                                         | 間宮夕貴                        | 小田島渚、間宮夕貴   | 矢部美穂、矢部美希、矢部文子 |
| 9  | 2014年5月28日 | 藤原しずか（おっぱい美容法、アルバイト先、色々なものを飛び越える）15枚 楓さとみ（行きつけのお店、今まで吐いた暴言BEST5、アイス早舐め）15枚 古川真奈美（ネタ帳、来週両親が離婚します、ローンで買った美容器具、LINEのID公開）25枚                                                                 | 古川真奈美                      | 浜田由梨、長野まこ   | 武蔵                         |
| 10 | 2014年6月4日  | 長野まこ（お風呂、右足上げながら絵を描く、行きつけの店）12枚 福森つかさ（ブリッジ）7枚 青海（理想の男性像）19枚 | 青海                            | 浜田由梨、長野まこ   | 武蔵                         |
| 11 | 2014年6月11日 | 咲村良子（付き合った人数、美容法紹介、お腹に豆腐を乗せてブリッジ歩行＆食事）15枚 田所ミカ（ゲームの独特なプレイスタイル、体の恥ずかしい部分、バイト先公開）16枚 沢辺りおん（口説かれた芸能人、特技人間ポンプ、母親披露、自宅がある場所を公開）26枚                                              | 沢辺りおん                      | 浜田由梨、長野まこ   | 前園真聖                     |
| 12 | 2014年6月18日 | 菜乃花（癒やしの時間、お気に入りの下着、バイト先公開）16枚 木嶋ゆり（パズドラのID公開、バイト先公開、百人一首弐段）14枚 小田飛鳥（自宅公開、茶道、入浴、普段着れない衣装）30枚 | 小田飛鳥                        | 浜田由梨、長野まこ   | 前園真聖                     |
| 13 | 2014年6月25日 | 大崎由希（前バリセット公開、貯金通帳残高、肉の生食、父の痴漢）21枚 鈴木咲（サバゲー、汗まみれの体、リアルなダッチワイフ、胸への視線）22枚 椎名香奈江（ワキ脱毛跡公開、セクシー表情、めん棒でセルライト除去）13枚                                                                                | 鈴木咲                          | 鈴木咲、葉月ゆめ     | 獣神サンダー・ライガー       |
| 14 | 2014年7月2日  | 咲丘るい（手製チュッパチャップス水着、利きチュッパチャップス、バター犬、LINEのID公開）28枚 黒田万結花（胸・尻のスケッチ、ビニール傘ダイエット、バイト先公開）20枚 武田るい（奥多摩で未確認生物・松明丸探索）1枚                                                                                 | 咲丘るい                        | 鈴木咲、葉月ゆめ     | 獣神サンダー・ライガー       |
| 15 | 2014年7月9日  | 新井ゆうこ（キャリーケース中身公開、3DSフレンドコード公開、入浴シーン）19枚 穂川果音（うさぎの散歩ルート、行きつけのカラオケ店、ベリーダンス、気象予報士Ｇ）21枚 立花絵海莉（筋肉フェチ、行きつけの店公開、パイ圧測定）17枚                                                                     | 穂川果音                        | 鈴木咲、葉月ゆめ     | いしだ壱成                   |
| 16 | 2014年7月16日 | 高橋ナツミ（チャームポイントの股間、秘密の柔軟、行きつけのお店）17枚 広瀬梨子（勝負下着、腕相撲）12枚 渡辺万美（浜田雅功に貰った指輪、アルバイト先、元ヤン時代の話、元ヤン時代の古傷）25枚 | 渡辺万美                        | 鈴木咲、葉月ゆめ     | いしだ壱成                   |
| 17 | 2014年7月23日 | 町田みゆう（アルバイト先、温泉ソムリエオススメ穴場、苦手なカタツムリと遊ぶ、オッパイ影絵）25枚 誉田みに（血が好き、秘密の宝物、危険な性癖）18枚 田中由姫（人には言えなかった秘密、思い出の場所、父が元ショッカー）21枚                                                                          | 町田みゆう                      | 倉持由香、木嶋のりこ | 安達有里                     |
| 18 | 2014年7月30日 | 丸果尻ゆうこ（誰にも言えないヒミツ、お尻のケア方法、得意料理披露）15枚 蘭（ヒミツのID公開、海の家でのバイト風景、お尻でスイカ割り）24枚 吉田早希（お宝公開、吉田山波動拳を出す、スッピンで通う場所）11枚                                                                                        | 蘭                              | 倉持由香、木嶋のりこ | 安達有里                     |
| 19 | 2014年8月6日  | 西永彩奈（貯金通帳を公開、トイレでこっそり耳かき、ほ乳瓶でなめなめのお稽古）18枚 糸山千恵（アルバイト先おっぱいカクテル、おっぱいイリュージョン、おっぱいギャグ、カカオトークのIDを公開）22枚 野田彩加（浜崎あゆみに贈るオリジナル楽曲、行きつけのお店、テニスラケットくぐり）14枚              | 糸山千恵                        | 倉持由香、木嶋のりこ | 山上兄弟                     |
| 20 | 2014年8月13日 | 木嶋のりこ（ひとりSMプレイ公開、ひとりSMプレイ公開(2)、好きなグラドルにリアル告白）18枚 あいざきしの（やめられないクセ、逆ナン）15枚 南まりか（口説かれた芸能人、行きつけのパチンコ店）15枚 | 木嶋のりこ                      | 倉持由香、木嶋のりこ | 山上兄弟                     |
| 21 | 2014年8月20日 | 春野めぐみ（一人遊びのおもちゃ工作、水着で心霊スポット探検）14枚 小間千代（マシュマロ腹筋に挑戦、働くおじさんを癒やしパトロール、いきつけ&元バイト先でヒーリング）14枚 王崎まりな（リアル尻文字に挑戦、ほふく前進でラジコンと対決、汗を使った○○に挑戦）21枚                                     | 王崎まりな                      | 高崎聖子、小間千代   | IZAM                         |
| 22 | 2014年8月27日 | 青山ひかる（空手で秘密を告白、リアル虫キングバトル、動物のアテレコ）15枚 久保木果歩（足裏刺激を求めて欲求不満解消の旅）16枚 藤井奈々（おじいちゃん・おばあちゃんからのキリウリ、野菜の収穫作業、とっておきの秘密を告白、LINEID公開）23枚                                                        | 藤井奈々                        | 高崎聖子、小間千代   | IZAM                         |
| 23 | 2014年9月3日  | 染谷有香（妄想「びっくり人間大集合」で体の穴を大公開、妄想「ものまね王座決定戦」でキリンのものまね、「ごきげんよう」キリウリバージョン）12枚 浅倉結希（乙女ゲームをする姿、理想の萌シチュエーション「胸ぐらドン」を実演、全力自転車坂）19枚 松本ゆん（やめられない癖、行きつけのバー）15枚      | 浅倉結希                        | 高崎聖子、小間千代   | 八反安未果                   |
| 24 | 2014年9月10日 | 丸高愛実（フラフープをしながらグロス塗り、鍵盤ハーモニカを吹きながら元カレ紹介、行きつけのボクシングジム）20枚 辺見玲菜（人には話せない自分だけの趣味、ウザいと思う嫌いな芸能人、渾身の一発ギャグ）22枚 八尋莉那（腹黒アイドルの本性、腹黒アイドルの裏Twitterアカウント）25枚                   | 八尋莉那                        | 山中知恵、浜田翔子   | 国生さゆり                   |
| 25 | 2014年9月17日 | 十枝梨菜（行きつけの日サロ、グラビアポーズを絶対に崩さないvs爬虫類、グラビアポーズを絶対に崩さないvsプロレス技）20枚 稲森美優（クリスチャン・ラッセンが友達、フライデーされた過去、ギャラ飲みの幹事）23枚 浜田翔子（好きなコスプレで1人新喜劇、初解禁!エロしょーこ、清純脱却!クロしょーこ）27枚 | 浜田翔子                        | 山中知恵、浜田翔子   | 国生さゆり                   |
| 26 | 2014年9月24日 | 長谷川豊（自宅大公開、入浴シーン公開、年収暴露） 菊地亜美（水沢アリーによる暴露、ベイビーレイズによる暴露） | 藤井奈々（MVK：最優秀キリウリ） | 山中知恵、浜田翔子   | 谷澤恵里香                   |

## スタッフ
- ナレーション:マシュー・まさる・バロン
- 企画:水谷隆二(Aircontrol)
- 構成:前原卓磨、清山智之、岡田樹彦
- CAM:河部謙一、李承宰、横田浩幸、安藤陽香、橋本香奈
- LD:林本修一、河原真一
- AUD:吉川淳、岩上あゆ
- 美術:山本和記
- デザイナー:浜野恭平
- 音効:江口尚人
- EED:手塚友美
- MA:伊藤慎吾
- CG:田平衛史
- プロデュース協力:TOKYOMX、yte
- 協力:ヴィ・ビジョンスタジオ、ザ・チューブ、TACreate、SPOT、オミニバスジャパン、キャトル
- 撮影協力:BLUEGARDEN原宿
- FD:大塚貴彦
- AD:内山 凌、山本真理
- AP:山口ななえ
- ディレクター:中川大輔、三宅康仁、高澤俊太郎、松村壮大
- 演出:日比野大輔
- プロデューサー:橋内敬二、鈴木ちえこ、近藤尚
- チーフプロデューサー:緒方昌孝
- 制作:MTG
- 製作・著作:キリウリ$アイドル製作委員会

## DVD
| 巻数 | 発売日         | 収録回     | 規格品番 |
| ---- | -------------- | ---------- | -------- |
| 1    | 2014年9月25日  | 第1・2回   | OEN-001  |
| 2    | 2014年10月25日 | 第3・4回   | OEN-002  |
| 3    | 2014年11月25日 | 第5・6回   | OEN-003  |
| 4    | 2014年11月25日 | 第7・8回   | OEN-004  |
| 5    | 2014年12月25日 | 第9・10回  | OEN-005  |
| 6    | 2014年12月25日 | 第11・12回 | OEN-006  |